# Pletzenoppia aseta
Pletzenoppia aseta är en kvalsterart som beskrevs av Sandór Mahunka 1986. Pletzenoppia aseta ingår i släktet Pletzenoppia och familjen Oppiidae. Inga underarter finns listade i Catalogue of Life.